# فرشته‌ماهی عربی
فرشته‌ماهی عربی (نام علمی: Pomacanthus asfur) نام یک گونه از سرده فرشته‌ماهی‌های اصلی است.